# Germano Travagini
Germano Travagini (Udine, 21 febbraio 1930 – 1º maggio 1988) è stato un calciatore italiano.
Ha giocato in Serie A vestendo la maglia di Udinese, Milan e Triestina.

## Palmarès

### Club

#### Competizioni nazionali
- IV Serie: 1

Marsala: 1956-1957